# La Voz de Galicia
La Voz de Galicia es el tercer periódico generalista de España con una audiencia de 395.000 lectores en todo el país, según datos de la segunda oleada del Estudio General de Medios de 2024. En el territorio gallego es la cabecera hegemónica con el 63% de la cuota de mercado. Su edición digital es la primera web informativa de la comunidad.
Fundado en 1882, es la matriz del primer grupo multimedia gallego, la Corporación Voz de Galicia, con presencia en todos los campos de la comunicación y del que forman parte, además de La Voz de Galicia, Radio Voz, Voz Audiovisual, Sondaxe, La Voz de Asturias, Canal Voz, Galicia Editorial, Distribuidora Gallega de Publicaciones
A principios de 2019, el diario acometió una profunda reorganización con la integración total de las redacciones de la edición impresa y la digital para adaptarse al nuevo escenario en el que se mueve el sector de la prensa y al cobro por contenidos que se estrenó en abril del mismo año.
El 28 de agosto del 2024 falleció Santiago Rey Fernández-Latorre, propietario y editor de La Voz de Galicia. Según sus disposiciones testamentarias, la Fundación Santiago Rey Fernández-Latorre hereda La Voz de Galiciay demás empresas que forman la Corporación Voz de Galicia y Lois Blanco Penas es designado presidente de la Fundación. En octubre del 2024 se completa el proceso sucesorio con el nombramiento de Lois Blanco como presidente de la Corporación Voz de Galicia. Santiago Rey Fernández-Latorre es editor honorario del diario.

## Historia

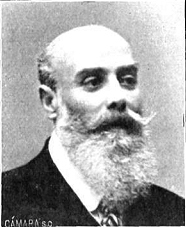
El periódico fue fundado por Fernández Latorre.

La Voz de Galicia fue fundado en 1882 por Juan Fernández Latorre como un periódico republicano, progresista y librepensador. Durante la Primera Guerra Mundial sus posiciones estuvieron entre la neutralidad y una aliadofilia "de facto". Consolidado ya en los años de la Segunda República con una difusión de más de 20 000 ejemplares, es en la década de los sesenta, con la llegada a la gerencia de Santiago Rey Fernández-Latorre, cuando La Voz comienza su expansión, logrando varios hitos: acomete una renovación técnica, supera los 100.000 ejemplares de difusión diaria, se convierte en el sexto periódico de España con mayor audiencia y crea el sistema de ediciones que da cobertura a toda Galicia. En 1885 había creado la Biblioteca Gallega, una editorial con el objetivo de divulgar la obra de escritores gallegos.
En la década de los ochenta avanza hacia su conversión en grupo multimedia, propiciando el posterior nacimiento de la Corporación Voz de Galicia, que opera en múltiples campos de la comunicación. Su actividad se concreta diversas empresas:
- La Voz de Galicia: germen de la Corporación Voz, es el cuarto diario con más lectores a nivel nacional y el primero en Galicia.[13]
- www.lavozdegalicia.es: la edición digital de La Voz se puso en marcha en el año 2000.
- www.lavozdeasturias.es : el proyecto más reciente liderado por la Corporación Voz de Galicia tras la adquisición de la mayoría del capital social de Ediciones Periódicas del Noroeste S.L. en 2016[14][15] y la totalidad del mismo en 2018.
- Radio Voz: la cadena radio de la Corporación con 23 frecuencias en Galicia. Está fuertemente volcada en la información de proximidad.
- Voz Audiovisual: la productora creada en 1985 es una de las más activas en el panorama audiovisual gallego. Firma numerosas series líderes de audiencia en Galicia y ha colaborado también en producciones cinematográficas.
- Sondaxe: empresa de demoscopia puesta en marcha en 1991. Realiza encuestas, estudios de mercado y otras investigaciones sociológicas.
- Canal Voz: la sociedad de contenidos digitales nacida en 1999 como empresa especializada en internet y nuevas tecnologías.
- Distribuidora Gallega de Publicaciones: empresa de servicios dedicada a la distribución.
- Galicia Editorial: la planta de impresión con mayor capacidad de la comunidad donde se imprime La Voz de Galicia así como otros productos editoriales.

El 7 de noviembre de 1997 se constituyó la , refundada en 2001 para dar continuidad a la propiedad y a la línea editorial de La Voz de Galicia y de su grupo de empresas. Entre sus cometidos, destaca la dirección de los programas Voz Natura y Prensa-Escuela y la organización del premio Fernández Latorre. La Fundación también se responsabiliza de la gestión del Museo Santiago Rey Fernández-Latorre (con más de 5000 cabeceras históricas y 38 máquinas de edición periodística) y del máster en Producción e Xestión Audiovisual (MPXA), un título oficial de la Universidad de La Coruña.

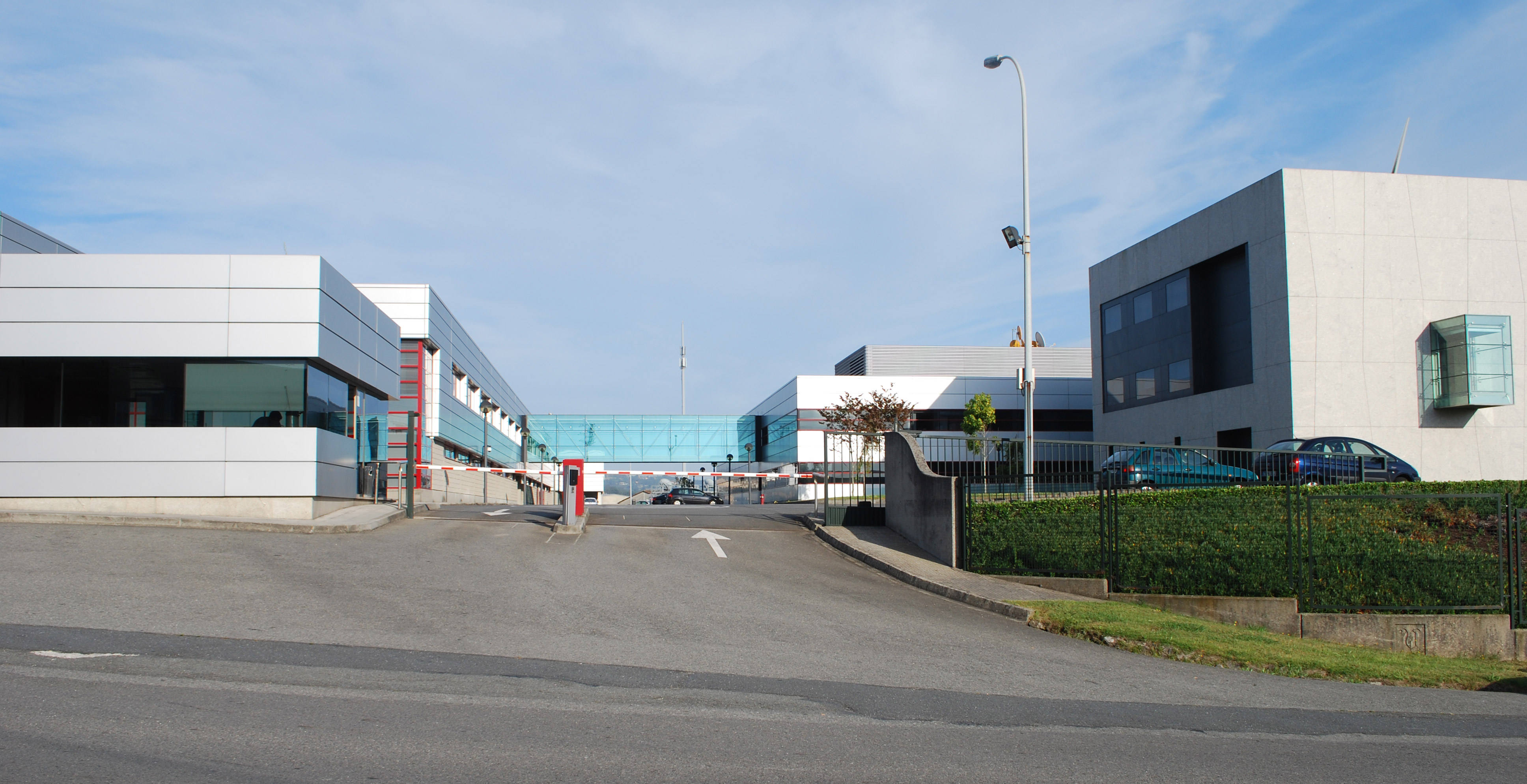
Sede de La Voz de Galicia en Arteijo, La Coruña.

## Ediciones
El periódico edita cada día trece ediciones diarias, elaboradas desde veintiséis puntos (delegaciones, subdelegaciones y corresponsalías). Cada edición se singulariza en un cuadernillo interior que recoge toda la información local, una primera página (portada) específica para cada zona y noticias concretas de cada área en el cuerpo general del periódico, especialmente en la sección de deportes.
La Voz de Galicia creó su primera delegación fuera de La Coruña en 1953, con la apertura de la delegación de Ferrol. En 1959 se abrió la delegación de Santiago de Compostela; en 1964, la de Carballo, y así progresivamente hasta 1978, fecha en la que las siete principales ciudades gallegas contaron con una redacción local. En 1990 quedaron también cubiertas las principales comarcas y, poco después, se inauguró la redacción de Madrid.
Las ediciones reciben los siguientes nombres en cada zona de Galicia:
- La Coruña: La Voz de A Coruña
- Arosa: La Voz de Arousa
- El Barbanza: La Voz de Barbanza
- Bergantiños: La Voz de Bergantiños
- El Deza: La Voz de Deza-Tabeirós
- Ferrol: La Voz de Ferrol
- Lugo: La Voz de Lugo
- La Mariña: La Voz de A Mariña
- Monforte de Lemos: La Voz de Lemos
- Orense: La Voz de Ourense
- Pontevedra: La Voz de Pontevedra
- Santiago de Compostela: La Voz de Santiago
- Vigo: La Voz de Vigo

## Edición digital
Coincidiendo con la celebración del Día de las Letras Galegas en honor del escritor Manuel Murguía, el 17 de mayo de 2000 salió a la luz el sitio web de La Voz de Galicia. Es la página web más consultada de Galicia, con más de 66 millones de páginas vistas en julio de 2019 y 11,5 millones de usuarios, según datos de Google Analytics. 
En el año 2015, lavozdegalicia.es apostó aún más por el periodismo de proximidad con la publicación de 313 webs hiperlocales, con la actualidad y la información de servicio de todos los municipios de Galicia. En mayo de 2016, puso el foco de atención sobre el lenguaje audiovisual reforzando el equipo de edición lo que en pocos meses permitió incrementar la audiencia de video de 200 000 visionados mensuales a más de dos millones.
Desde enero de 2019, La Voz integró la redacción digital y la de la edición impresa en un único equipo que produce contenidos para ambos soportes y puso en marcha su modelo de pago por contenidos.

## Colaboradores
La Voz de Galicia ha dado espacio en sus páginas a intelectuales como Manuel Murguía y Emilia Pardo Bazán, columnistas de La Voz en la primera etapa del periódico, además de a Casares Quiroga, Martínez Salazar, Manuel Aznar Zubigaray (abuelo del expresidente del Gobierno), Ramón Otero Pedrayo y Castelao. Durante la Segunda República escribieron en el diario autores como Josep Pla, Julio Camba, Gregorio Marañón, Azorín o Pérez de Ayala. Durante los cincuenta, escribió en La Voz Álvaro Cunqueiro y Paco Umbral durante la Transición.